# Hans-Joachim Geisler
Hans-Joachim „HaJo“ Geisler (* 27. Mai 1955 in Goslar) ist ein ehemaliger deutscher Schwimmer, der für die Bundesrepublik Deutschland startete.
Bei den Olympischen Spielen 1972 in München schied Hans-Joachim Geisler über 400 Meter Lagen im Vorlauf aus. Seinen ersten deutschen Meistertitel gewann Geisler 1973 über 400 Meter Lagen, bis 1978 gewann er auf dieser Strecke sechs Titel in Folge. Zusätzlich siegte er 1974 über 1500 Meter Freistil und 1977 über 200 Meter Lagen. Bei den Europameisterschaften 1974 belegte er auf der 400-Meter-Lagenstrecke den sechsten Platz. Seine erfolgreichste internationale Meisterschaft waren die Schwimmweltmeisterschaften 1975. Über 400 Meter Lagen gewann er die Bronzemedaille und mit der deutschen 4-mal-200-Meter-Freistilstaffel in der Besetzung Klaus Steinbach, Werner Lampe, Geisler und Peter Nocke gewann er den Titel vor den Briten und der sowjetischen Staffel. Bei den Olympischen Sommerspielen 1976 erreichte er über 400 Meter Lagen zwar das Finale, kam dort aber nur auf den achten und letzten Platz. Die Freistilstaffel mit Steinbach, Nocke, Lampe und Geisler belegte den vierten Platz hinter den Staffeln aus den USA, der Sowjetunion und dem Vereinigten Königreich.
Hans-Joachim Geisler startete bis Ende 1974 für den VfL Wolfsburg und wurde von Ralf Beckmann trainiert. Ende 1974 wechselte der 1,84 m große Geisler zu den Schwimm- und Sportfreunden Bonn mit Örjan Madsen als Trainer.